# フランソワ・ルクレール・デュ・トランブレー

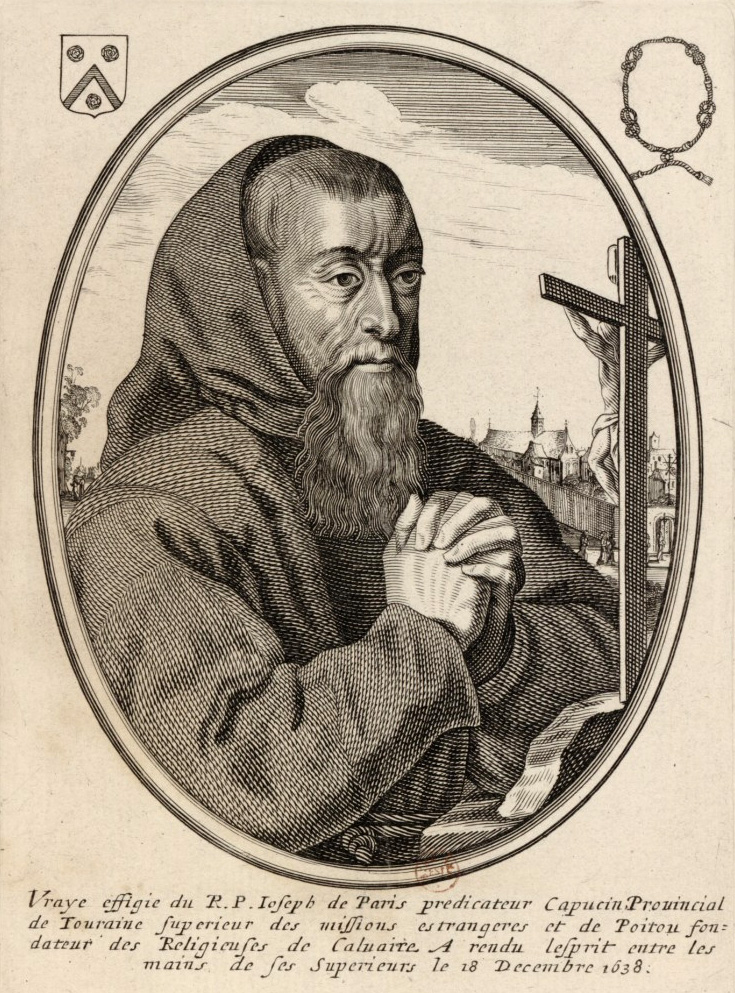
フランソワ・ルクレール・デュ・トランブレー

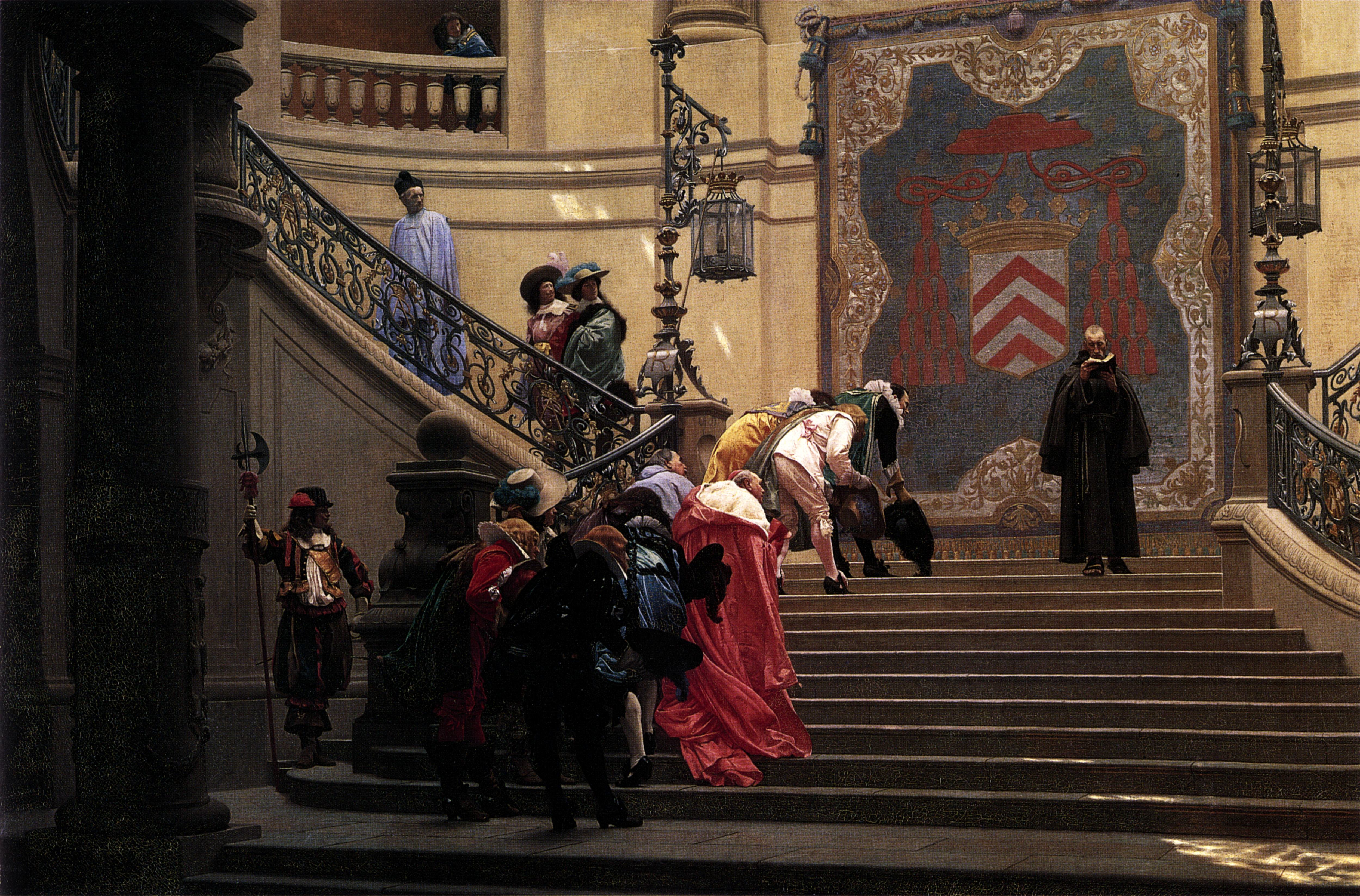
ジャン・レオン・ジェローム『灰色の枢機卿』（1873年）。踊り場の灰色の衣の修道士に頭を下げる緋色の衣の枢機卿と貴族たち。踊り場の壁にはリシュリュー枢機卿の紋章のタペストリーがあり、この修道士がリシュリューの後ろ盾があることを暗示している。

フランソワ・ルクレール・デュ・トランブレー（フランス語: François Leclerc du Tremblay, 1577年 - 1638年）は、カプチン・フランシスコ修道会員で、「ジョゼフ神父」として知られる。フランスの宰相リシュリュー枢機卿の腹心、代理人であり、現代フランス語の灰色の枢機卿（フランス語: Éminence grise）という用語の起原として知られる。ユグノー戦争で苦しんでいたフランスで育った。22歳のとき、カプチン・フランシスコ修道会に入会した。しかし目の病気のため、哲学の教授を中断して、宗教に傾注していった。

## 「灰色の枢機卿」という黒幕
パリ高等法院申請部議長のジャン・ルクレール・デュ・トランブレーとマリ・モンティエ・ド・ラファイエットの長男として生まれる。少年期は伝統的な教育を受け、イタリアへの旅行（グランド・ツアー）を終えると軍歴についた。1597年のアミアン包囲戦に参加し、ロンドン駐在特使へ同行した。
1599年に彼は僧籍に入った。彼はオルレアンのカプチン・フランシスコ修道会に入会し説教師と改革者として有名となった。1609年にはフォントヴロー修道院の修道女アントワネット・ドルレアンを助け、修道女の献身の手引きを著したほか、「聖母の騎士会」の規律の改革を行った。
1612年からリシュリューと付き合いはじめた。カプチン・フランシスコ修道会員らの助力で国内における広い諜報ネットワークを成立させ、その結果として政治に活動する機会があった。
1619年のルドゥン会議で教皇使節と王妃マリー・ド・メディシスの腹心として参加したのが彼の政治の世界に入るきっかけであった。この会議では彼は諸侯が信奉するガリカニスムの分離的傾向に反対の立場をとった。
1627年のラ・ロシェル包囲戦でリシュリューを支援している。彼は純粋な宗教的な理由で反ハプスブルク家の立場をとった。彼は神聖ローマ皇帝はヨーロッパ世界の平和の障害だと信じていた。また彼はオスマン帝国への十字軍の派遣を夢見ていた。
「三十年戦争」においては1630年のレーゲンスブルク会議にリシュリューによって派遣されると、この近世の「隠者ピエール」は神聖ローマ皇帝の侵略を阻止するために「毒を以て毒を制する」の考えに基づいて謀略をめぐらし、プロテスタント諸侯の調整をし、スウェーデン王グスタフ2世・アドルフにドイツ侵攻を説得した。これにより彼は軍事大臣となり外交上の影響力を増大させた。
1538年に没するがヴェストファーレン条約の準備の重要な参加者と見られる。